# Claude Hopil
Claude Hopil est un poète français, né vers 1580 et mort en 1633, auteur de poésies religieuses. Il participe au renouveau de la poésie mystique française, initié par Pierre de Bérulle.

## Éléments biographiques
On ne sait pratiquement rien de sa vie, et ses œuvres ne donnent guère d'indication, en dehors du fait qu'il se revendique « parisien » dans chacune des pages de titre de ses œuvres éditées. Son portrait est gravé par Thomas de Leu en frontispice de l'édition des Œuvres chrétiennes en 1604. Son nom et sa signature apparaissent sur un seul document, le contrat de mariage de son frère Philippe le 10 janvier 1613.
Ce sont les recherches de Jean Vuaillat et de Guillaume Peyroche d'Arnaud, notamment dans les archives notariales, qui ont permis de préciser les origines et le milieu familial de Claude Hopil : bourgeois de Paris, marchands et financiers. Son arrière-grand-père, Wolfgang Hopyl, originaire des Pays-Bas, s'installe à Paris comme imprimeur en 1489 et y exerce jusqu'à sa mort en 1522. Il épouse Jeanne Lasne ; un de ses deux fils, Georges, qui transforme le patronyme en Hopil, est imprimeur-libraire de 1524 à 1526 puis devient marchand. De son mariage avec Perrette Riotte en 1526, il a cinq enfants dont un fils, Robert, père de l'écrivain. Robert Hopil, qui meurt à la fin de 1606 ou au début de 1607 est un bourgeois aisé de Paris, vendeur de poisson de mer. Il épouse Geneviève de Moussy et ils auront quatre fils et deux filles. Les trois frères de Claude sont des financiers, spécialisés dans le fermage des gabelles (Jean, fermier général des gabelles du Lyonnais, du Forez et du Beaujolais ; Philippe, fermier des aides de Lyon ; Louis, sieur de la Planchette, receveur des gabelles du grenier à sel de Lyon).
Dans le contrat de mariage de son frère en 1613, Claude Hopil est dit « secrétaire de monseigneur l'archevesque de Rheims », mais on n'a aucune autre précision sur la durée ni sur la nature exacte de cette fonction.
Les dédicaces de ses œuvres montrent que Claude Hopil est lié au milieu parlementaire ; il dédie quatre des œuvres de sa maturité, de 1627 à 1633, à des membres de la famille noble de Broé, originaire du Vivarais, conseillers au Parlement de Paris : Bon-François de Broé, son fils Bon-André, Jean Le Coq (gendre de Bon-François), et enfin Denise Brisson, femme de Bon-François.
En 1629, il dédie La Couronne de la Vierge Marie à Élisabeth de Miremont (1596-1677), épouse du baron Thomas de Bouvant, veuve depuis 1622, qui sera la fondatrice du Carmel de Reims en 1633.

## Réception de l'œuvre
Claude Hopil a été ignoré à son époque, et on ne le trouve cité dans aucun ouvrage du XVIIe et du XVIIIe siècle, à l'exception d'une brève notice dans la Bibliothèque française de l'abbé Goujet en 1753.
Son œuvre a été redécouverte dans la seconde moitié du XXe siècle, lors du regain d'intérêt pour l'étude de l'âge baroque.

## Œuvres
Claude Hopil publie deux recueils de poèmes en 1603 et 1604 ; il ne publie ensuite aucun texte pendant 23 ans. De 1627 à 1629, paraissent en 4 ans ses quatre œuvres majeures ; puis un dernier recueil est publié en 1633, sans que l'on puisse dire si cet arrêt définitif correspond au décès d'Hopil ou à un arrêt de son activité littéraire.
- Œuvres chrestiennes. Avec un mélange de poésie, Paris, Matthieu Guillemot, 1603, in-16[8] Lire en ligne
- Œuvres chrestiennes, Lyon, Thibaud Ancelin, 1604, in-12
- Les Douces extases de l'âme spirituelle ravie en la considération des perfections de son divin époux. Ou exposition mystique et morale du Cantique des Cantiques de Salomon, Paris, Sébastien Huré, 1627, in-12 Lire en ligne

commentaire en prose du Cantique des Cantiques, qui en donne une lecture allégorique et morale ; suivi de poèmes mystiques
- Les Divins élancements d'amour exprimés en cent cantiques faits en l'honneur de la très sainte Trinité avec les célestes flammes de l'épouse sainte et cantiques de la vie admirable de sainte Catherine de Sienne, Paris, Sébastien Huré, 1629, in-12 Lire en ligne

poèmes à caractère théologique marqués par l'influence de Denys l'Aréopagite, sur le dogme de la Trinité, écrits sous la forme de cantiques composés de 11 ou 12 strophes de 6 vers mêlant des alexandrins et des vers de 6 syllabes. Hopil affirme d'emblée que c'est parce que le mystère trinitaire ne peut être compris complètement et qu'il est impossible de parler de Dieu qu'il entend le célébrer en vers : « Sur cette question théologique, l'impasse métaphysique appelle une réponse poétique ». Cette poésie mystique est un « élancement » vers Dieu, qui entrelace des mots, des rythmes et des rimes, dans un effort toujours recommencé et jamais abouti, pour créer, selon une métaphore du recueil, un « mystique tombeau du rien » où se dissimule l’évidence divine.
- Les Doux Vols de l'âme amoureuse de Jésus, exprimés en cinquante cantiques spirituels, Paris, Jean Jiost, 1629, in-12
- La Couronne de la Vierge Marie composée de douze étoiles ou traité spirituel auquel sous les noms de douze belles vertus est parlé de toute la vie de la sainte mère de Dieu, Paris, Sébastien Huré, 1629, in-16 Lire en ligne

œuvre en prose, constituée d'une série de méditations sur les vertus de la Vierge, en les mettant en relation avec différents épisodes de la vie du Christ et de sa mère. Claude Hopil présente les actions de la Vierge, en invitant ses lecteurs à les imiter. L'ouvrage se termine par des prières en vers destinées à la dévotion personnelle.
- Le Parnasse des odes ou chansons spirituelles accommodées aux airs de ce temps, Paris, Sébastien Huré, 1633, in-8° Lire en ligne

recueil de contrafacta spirituels : Claude Hopil adapte des paroles religieuses sur des airs profanes, essentiellement des airs de cours composés par Pierre Guédron et Antoine Boësset ; il s'inspire parfois de chansons populaires comme Sur le pont d'Avignon. Pour chaque chanson, l'air profane utilisé est indiqué. Le texte initial peut être à peine modifié, le simple remplacement de certains mots suffisant à transformer une invitation à l'amour profane en un poème religieux. Dans d'autres cas, Hopil transforme complètement les paroles : ainsi « Adorable princesse » de Guédron est utilisé pour un « Cantique de Jésus et de Marie » et le texte « Adorable princesse / Il est temps que je cesse / De courir dans les cieux / et que ma flamme cède ... » devient « O monarque des anges / O grand roi des archanges / O Jésus mon époux / Prends pitié de mon âme ... ».

### Éditions critiques
- Les divins élancements d'amour : exprimés en cent cantiques faits en l'honneur de la Très-Sainte-Trinité, éd. Jacqueline Plantié, Honoré Champion, coll. « Sources classiques », Paris, 1999  (ISBN 2-7453-0040-7)
- Méditations sur le Cantique des cantiques et Les douces extases de l'âme spirituelle, textes édités et présentés par Guillaume Peyroche d'Arnaud, Droz, coll. « Textes littéraires français », Genève, 2000  (ISBN 2-600-00399-1) Lire en ligne

### Études
- Jean Rousset, « Un poète théologien au XVIIe siècle, Claude Hopil », Nova et vetera, no 4, 1957, p. 265-278.
- Jean Wahl, « Beau tout sans dépendance et milieu sans milieu », Revue de métaphysique et de morale, t. 70, 1965, p. 129-139.
- André Rayez, « Hopil (Claude) », Dictionnaire de spiritualité ascétique et mystique, t. VII, col. 738-743, Beauchesne, Paris, 1969
- Jean Vuaillat, « Claude Hopil, un mystique méconnu du XVIIe siècle », Laudes, no 90, juin 1988, p. 2-27
- Michèle Clément, « Claude Hopil "au mystique tombeau du rien" », La compagnie de Trévoux, octobre 1996 Texte en ligne
- François Bouchet, « Claude Hopil ou l'éclat des ténèbres », Conférences, no 1 automne 1995, p. 155-191.
- Anne Mantero, La Muse théologienne. Poésie et théologie en France de 1629 à 1680, Berlin, Duncker & Humblot, 1995.
- Anne Mantero, « Les chants de la "pauvre âme simplette" ou Le Parnasse des Odes de Claude Hopil », Devis d'amitié : Melanges en l'honneur de Nicole Cazauran, Honoré Champion, Paris, 2002, p. 655-675.
- Anne Mantero, « Au secret du silence », les Doux vols de Claude Hopil », Limites du langage. Indicible ou Silence, articles réunis par Aline Mura-Brunel et Karl Cogard, L’Harmattan, 2002, p. 181-189.
- Catherine Déglise « Conversion du cœur, conversion des modèles poétiques dans les œuvres de jeunesse de Claude Hopil », Réforme, Humanisme, Renaissance, vol. 65, no 65, 2007, p. 43-64 Texte en ligne
- Catherine Déglise, Au vol de la plume. Poétique de Claude Hopil, Presses universitaires de Franche-Comté, coll. « Annales littéraires de l'Université de Besançon », Besançon, 2008  (ISBN 978-2-84867-242-7)